# Nid
Pour les articles homonymes, voir NID.

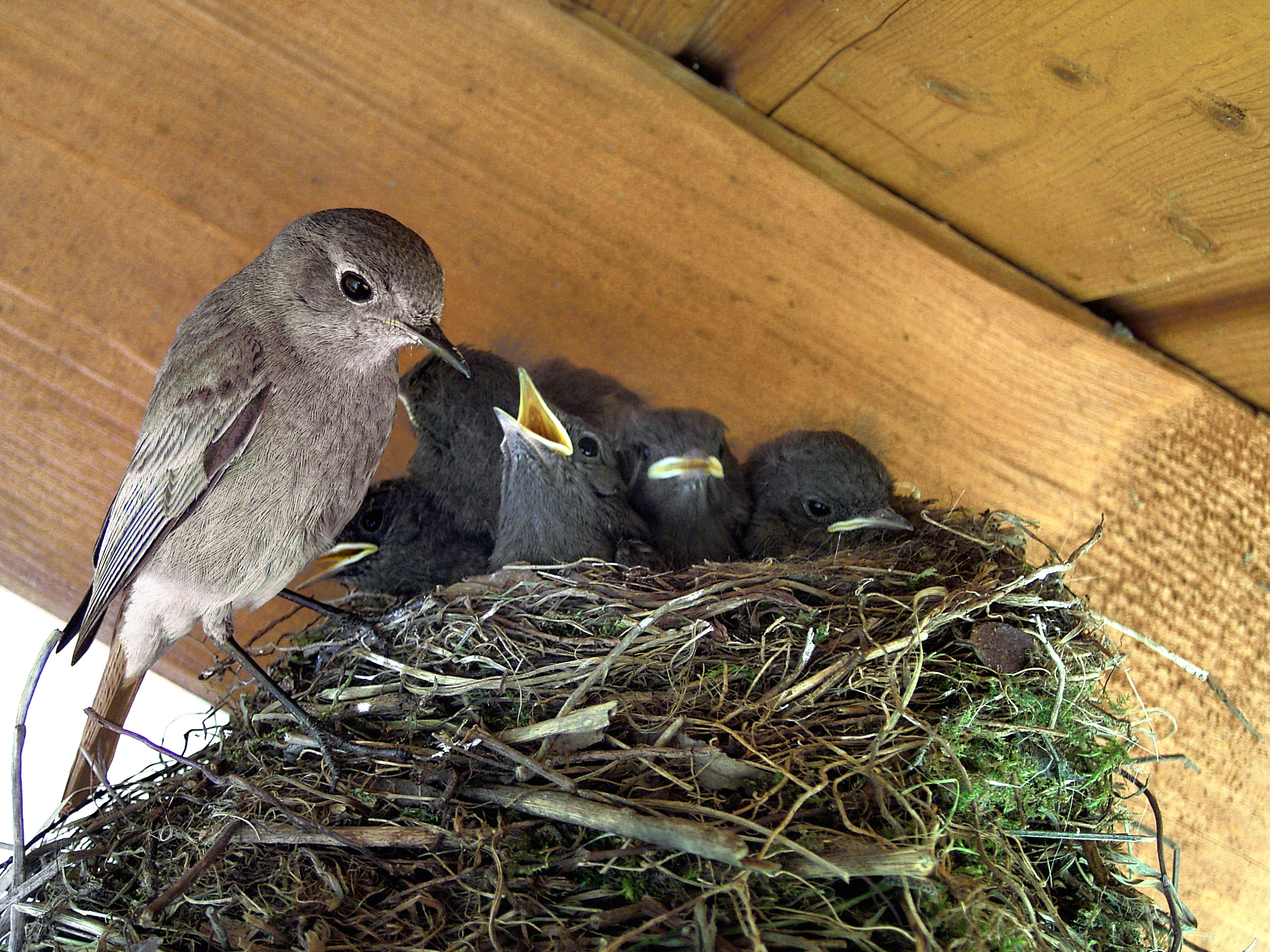
Une mère rougequeue noir donnant à manger à ses petits.

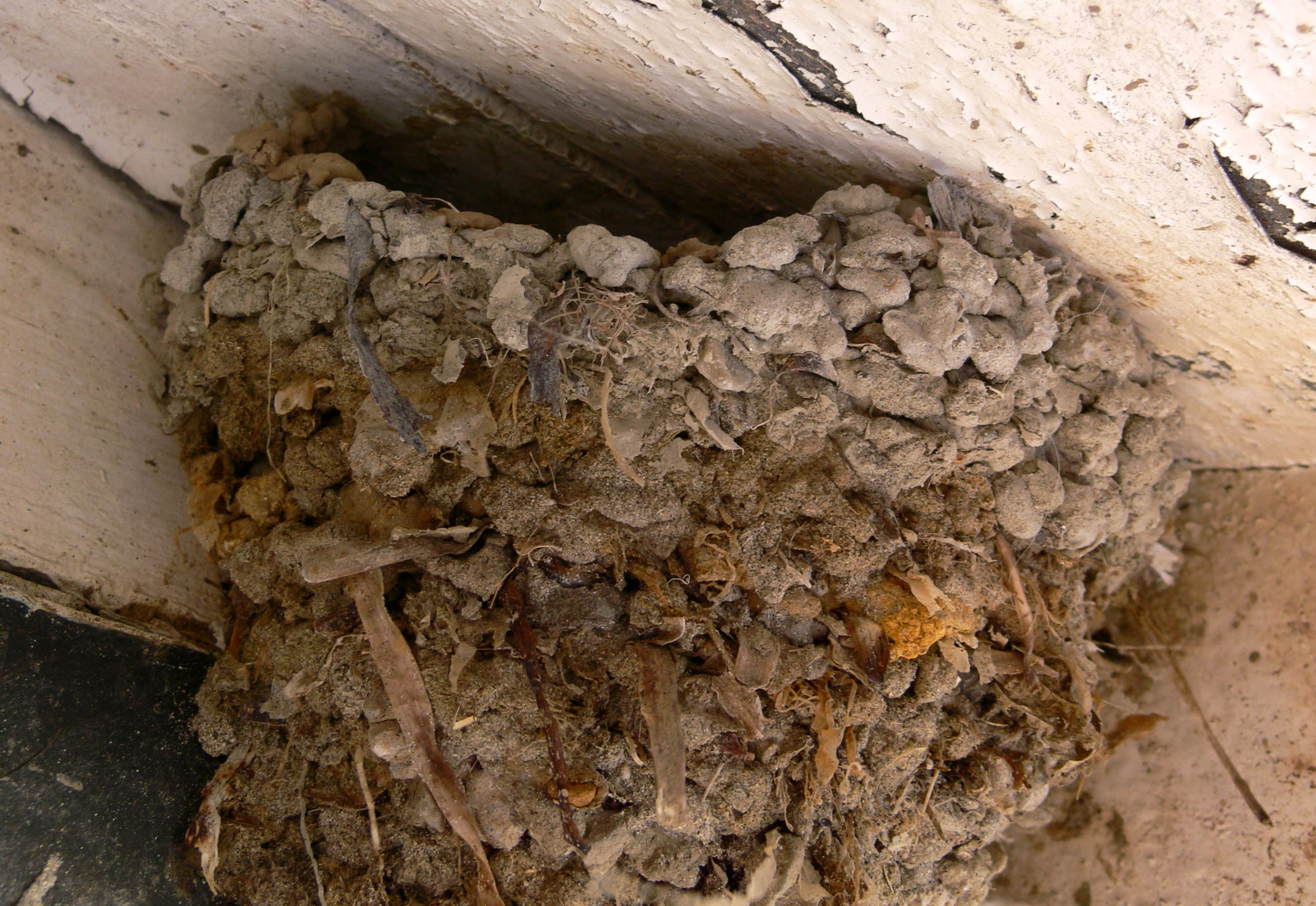
En bord de mer, au lieu d'utiliser de la terre, l'hirondelle de fenêtre a ici utilisé du sable et des algues.

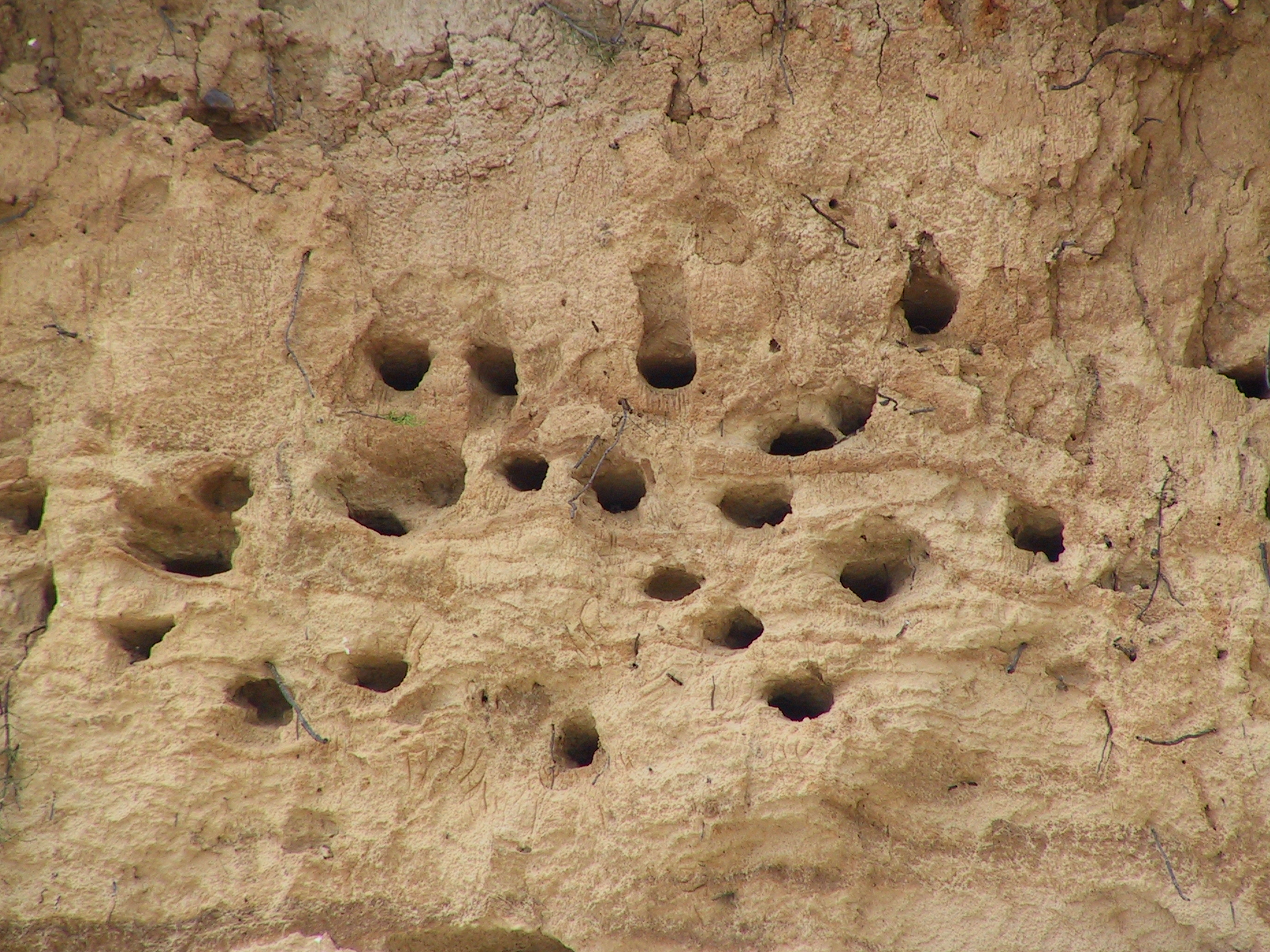
Nids-terriers creusés dans une paroi sableuse par l'hirondelle de rivage.

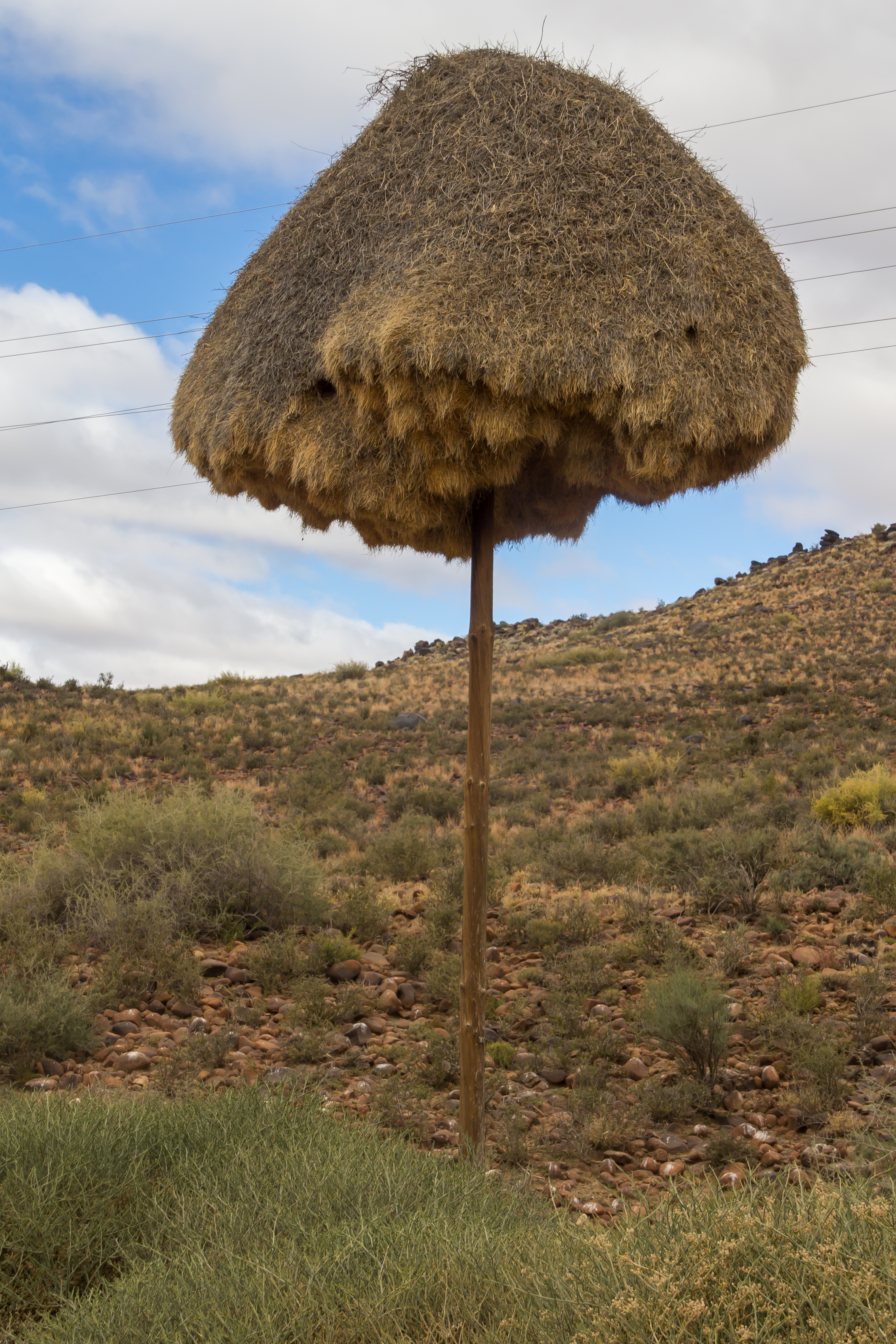
Un nid de républicains sociaux sur un poteau électrique.

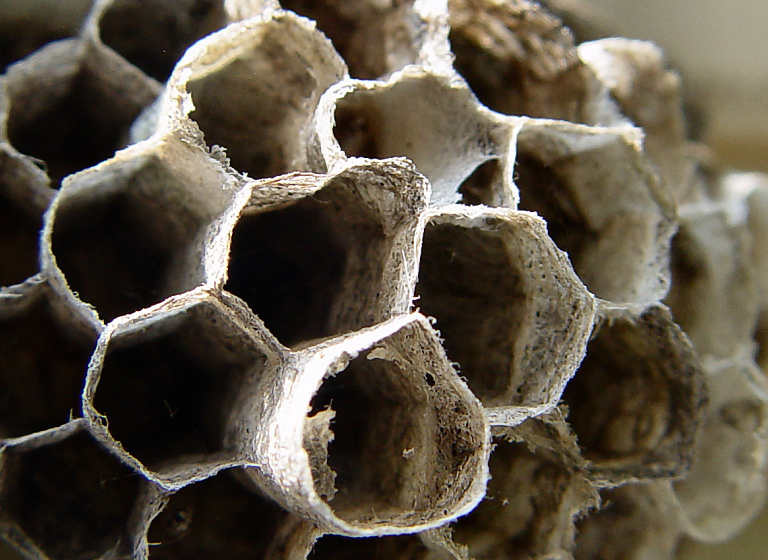
Les guêpes, les frelons ou encore certains termites arboricoles construisent des nids de fibres végétales.

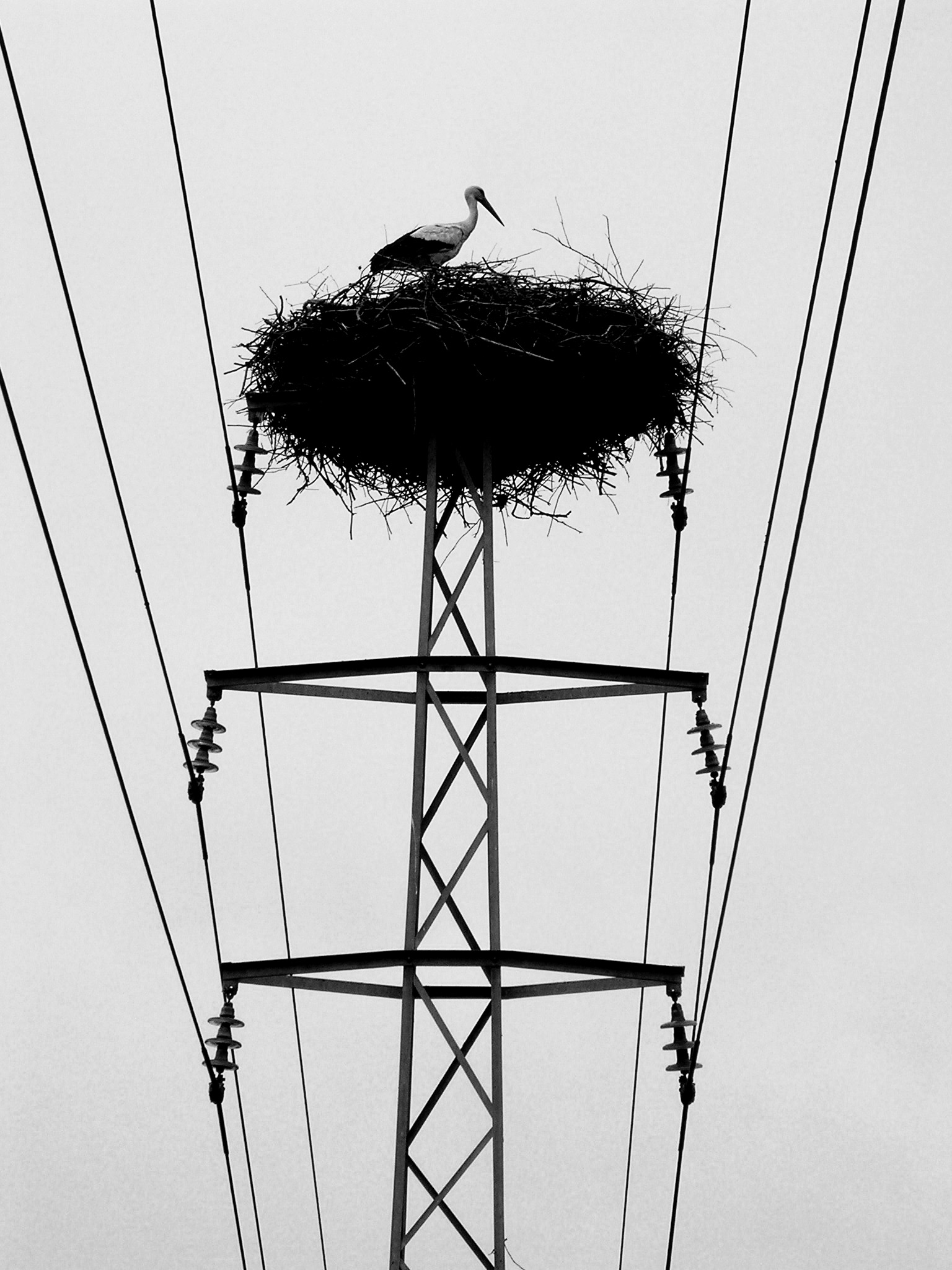
Nid atypique de cigogne à Cadix en Andalousie.

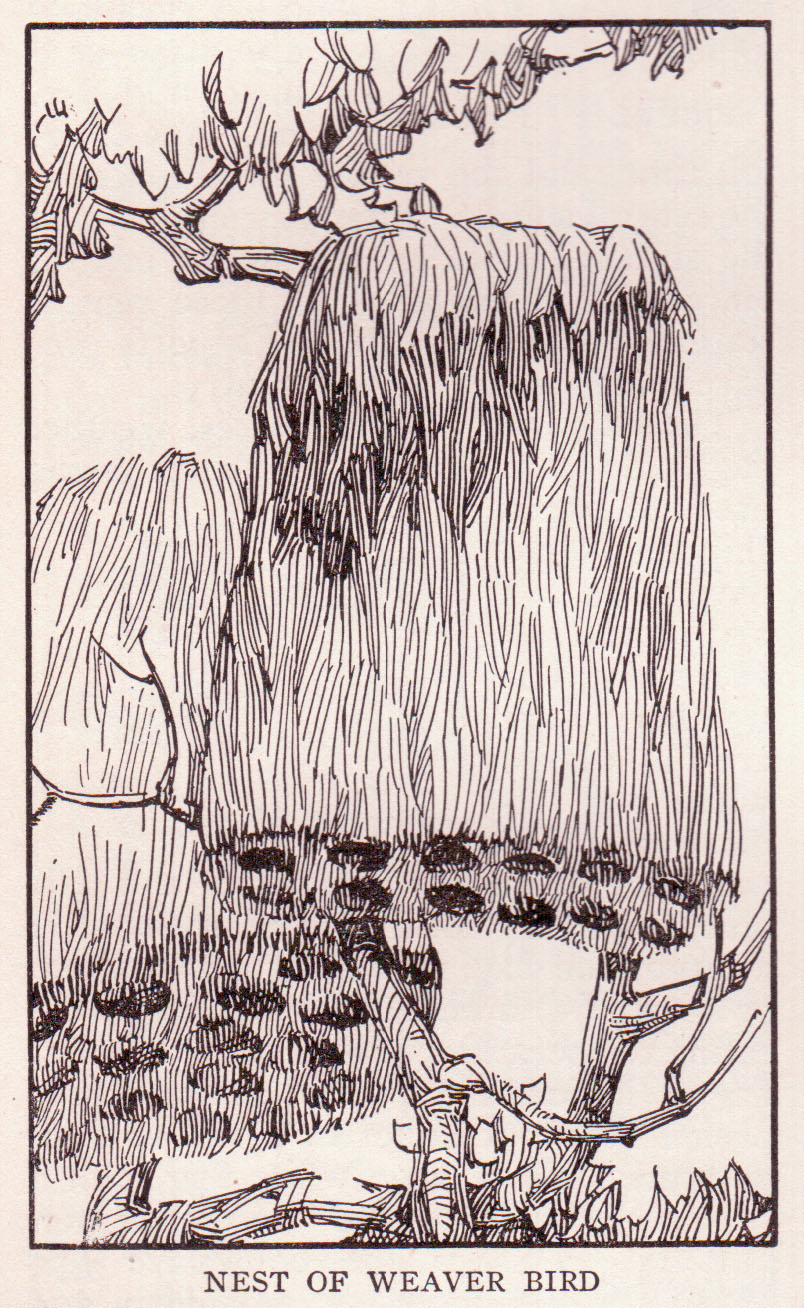
H.M. Dixon. Nid de Ploceidae.

Le nid désigne généralement la structure construite par les oiseaux pour fournir un premier abri à leur progéniture. Les nids sont généralement fabriqués à partir de matériaux organiques tels que brindilles, herbes, mousses ou feuilles, parfois garnis de plumes. Certains oiseaux, comme le faucon pèlerin, peuvent utiliser le nid abandonné d'autres espèces, d'autres comme le coucou, pondent dans la couvée d'une autre espèce. Quelques espèces de martinets fabriquent des nids de salive improprement dits « nids d'hirondelles », comestibles.
Certains autres animaux, par exemple les gorilles, les écureuils, les araignées ou des insectes sociaux construisent aussi des nids.

## Nids des oiseaux

### Nidification
Le terme « nidification » vient du verbe « nidifier » qui signifie littéralement « construire un nid ». Par extension, il a englobé l'emplacement du nid ainsi que les activités liées au nid, pour devenir pratiquement synonyme de reproduction, au moins chez les oiseaux. On parle ainsi de site de nidification, de période de nidification, etc. Dans ce sens, cela concerne donc également des oiseaux qui ne construisent pas réellement de nid.

### Usage des nids
Les ancêtres des oiseaux modernes enterraient probablement leurs œufs dans le sol ou dans des tas de végétation décomposée, comme la plupart des reptiles aujourd'hui.[réf. nécessaire] La couvaison des œufs était déjà pratiquée au Crétacé supérieur par d'autres théropodes homéothermes,, ainsi que les soins parentaux par différents clades de dinosaures.
Stimulées par l'allongement du jour ou la hausse des températures, les hormones semblent déclencher la mise en chantier du nid.[réf. nécessaire]
Généralement, chaque espèce d'oiseau possède un type de nid caractéristique. Les nids peuvent se trouver dans beaucoup d'habitats différents. Certains oiseaux les construisent dans les arbres, d'autres (comme les aigles, et beaucoup d'oiseaux marins tels que les mouettes) préfèrent les corniches rocheuses, d'autres encore construisent leurs nids directement sur le sol.
Types de nids communs :
- nids au sol ;
- nids en hauteur ;
- nids galeries ;
- arbres creux.

Si les nids ne servent généralement qu'à la ponte, la couvaison et le nourrissage des jeunes, certains oiseaux construisent d'autres nids pour s'abriter et dormir, par exemple les moineaux d'Europe du Nord en hiver.

### Nids au sol
L'absence de prédateurs, de sites appropriés ou de matériaux de construction a conduit beaucoup d'espèces à faire leurs nids au sol.][réf. nécessaire] Par exemple, la sterne pierregarin pond ses œufs parmi les galets de la plage tandis que les faisans nichent dans des creux herbeux.
Certains limicoles construisent des plates-formes flottantes de brindilles et de feuilles attachées à des plantes enracinées. Elles peuvent être rapidement inondées et commencer à pourrir. Entre-temps, les œufs auront profité de la chaleur dégagée par le processus de décomposition pour incuber doucement.
Beaucoup d'oiseaux plus petits, comme l'alouette, font de confortables nids en coupe pour mieux protéger les minuscules oisillons. L'alouette commence par faire un petit creux dans le sol avec la poitrine, puis alterne des couches de feuilles et de brindilles mêlées en forme de bol qu'elle tapisse de mousse et de laine. Ces nids sont bien camouflés et les œufs ont souvent une couleur mimétique;néanmoins, ils restent très vulnérables, notamment aux belettes, renards et faucons.

### Nids en hauteur
Les nids construits dans les arbres vont des gigantesques aires des aigles aux petits nids tissés et tapissés de boue des grives. Ils sont généralement construits par couches sur la fourche d'une branche et, selon leur taille, les fondations sont en brindilles, tiges ligneuses ou brins d'herbe. Longueur et flexibilité des matériaux sont soigneusement sélectionnées.
Les grands oiseaux nichent normalement au sommet des arbres pour faciliter le départ et l'arrivée tandis que les petites espèces préfèrent la sécurité des buissons épais.[réf. nécessaire] Le nid peut être tapissé d'une couche de boue pour former une coupe sèche, imperméable au vent puis d'une couche de matériaux plus doux maintenus par des fils de toiles d'araignées.

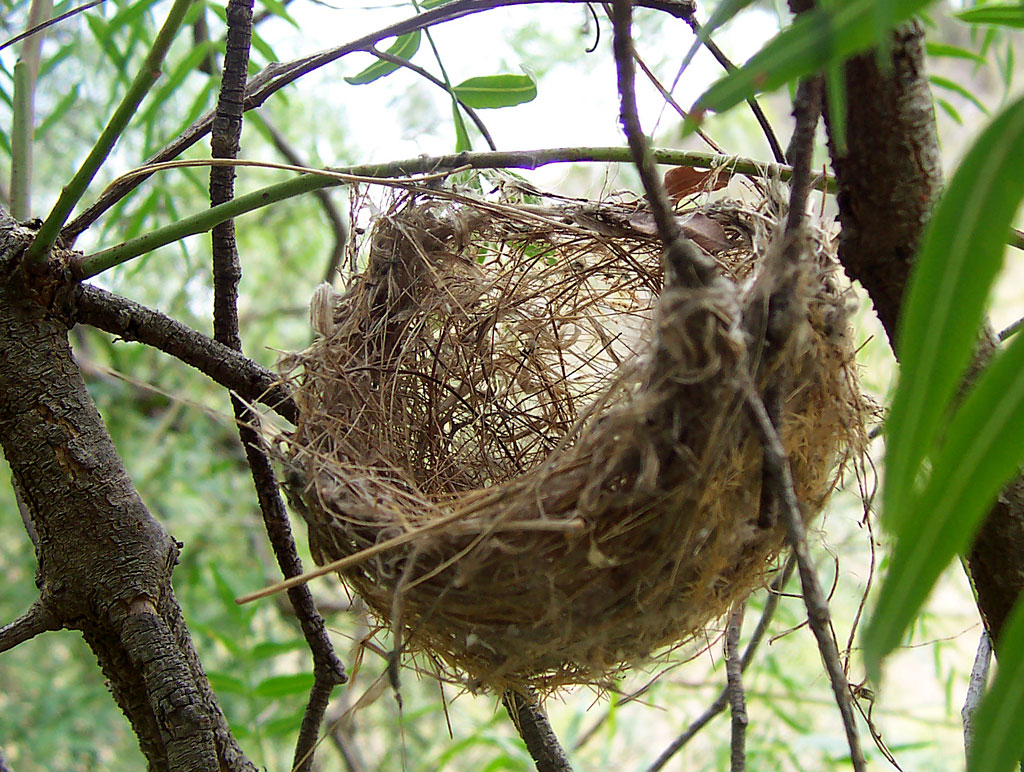
Nid en forme de panier, le plus fréquent.
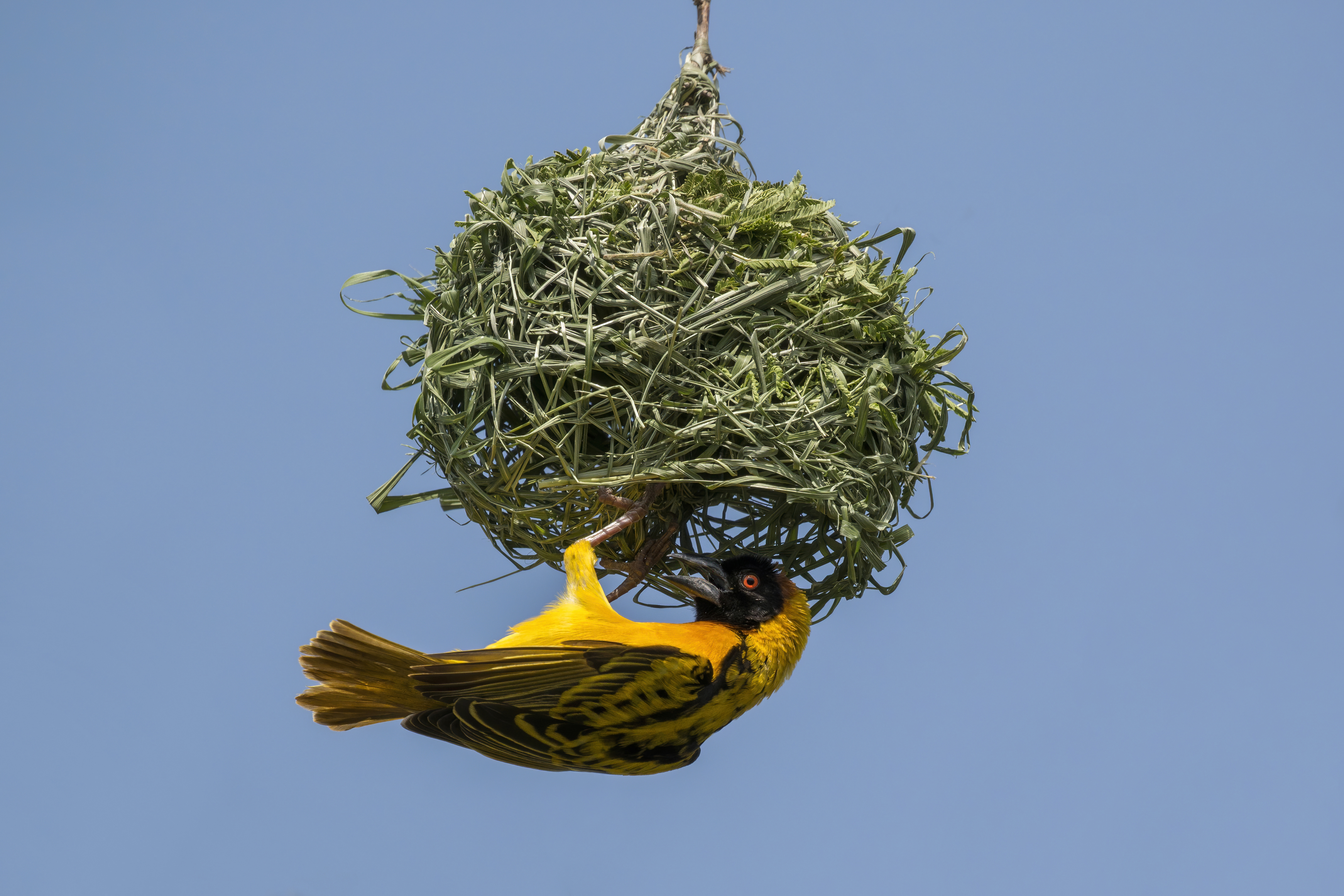
Un tisserin gendarme en train de construire son nid.
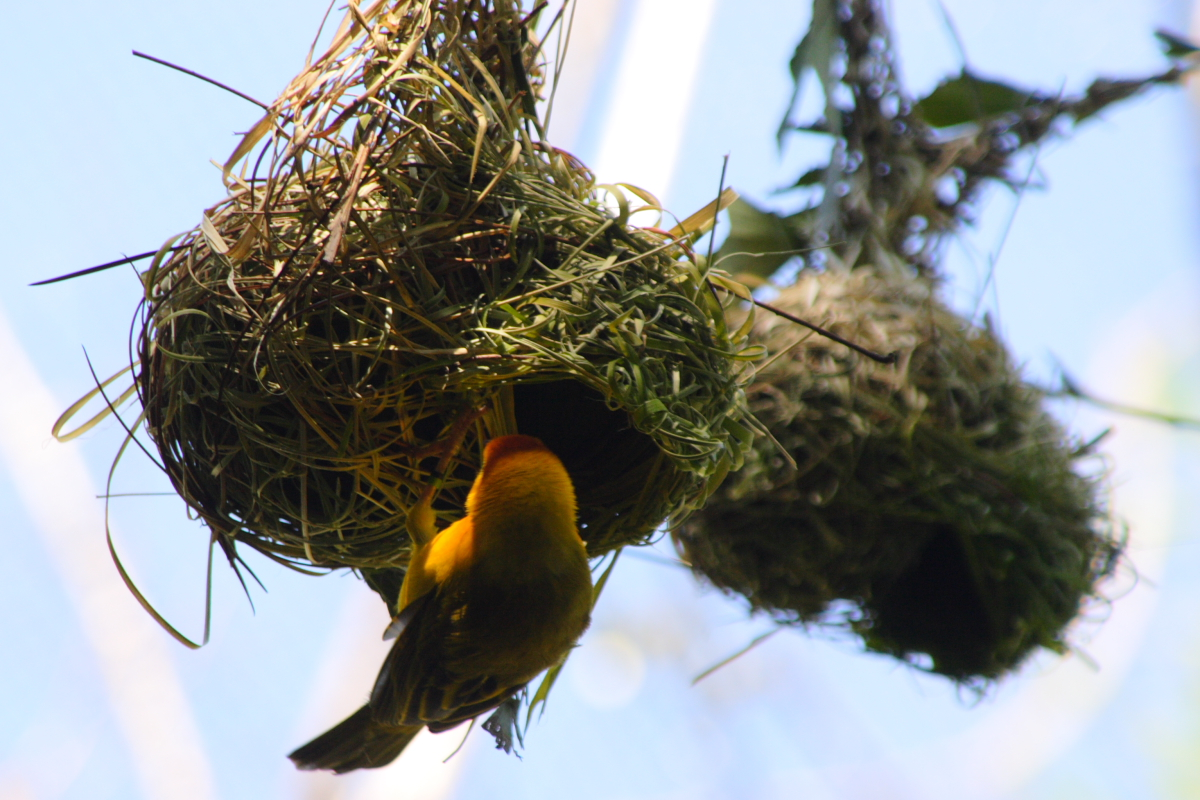
Nid tissé, suspendu du Tisserin de Taveta (Ploceus castaneiceps).

### Nids galeries
Le puffin des Anglais pond ses œufs dans le terrier abandonné d'un lapin ou dans une fissure de rocher, à l'abri des labbes. Le martin-pêcheur creuse une galerie dans la berge abrupte d'une rivière. La galerie est terminée par une chambre où les œufs blancs sont pondus à même le sol. L'hirondelle de rivage (Riparia riparia) creuse une galerie de 60 cm de profondeur environ dans une falaise de sable, de roche tendre, voire dans un crassier de cendres. Il commence par creuser un petit trou avec le bec, puis s'enfonce en rejetant la terre avec ses pattes.

### Arbres creux
Les oiseaux des bois exploitent la sécurité des troncs creux pour établir leur nid. Les arbres morts ou malades pourrissent souvent par l'intérieur et les cavités sont mises à profit par des oiseaux aussi variés que les pigeons, perroquets, hiboux et étourneaux. Les canards carolins et mandarins utilisent ces cavités telles qu'ils les trouvent, mais les pics les agrandissent.
Les grimpereaux et les calaos transforment les creux des troncs mais, au contraire des pics, pour en réduire l'entrée avec un mur de boue. Cela permet de tenir les prédateurs et les intrus à distance.

### Techniques de construction
Quelques oiseaux améliorent la technique de base du nid en coupe. La pie fabrique un toit d'épines pour décourager les pilleurs de nids tandis que la fauvette couturière construit un cône, cousant littéralement deux grandes feuilles. Le mâle perce une série de trous avec son bec le long des côtés des feuilles, avant de les coudre avec des fibres végétales. Si la fauvette couturière imite le tailleur, la sylvette couronnée imite le potier. Sous un toit, le nid arrondi, en argile, peut peser jusqu'à 100 fois le poids de l'oiseau. L'hirondelle construit également un nid de boue et de salive attaché sous une gouttière pour que la pluie ne l'emporte pas.
Certains oiseaux économisent leur énergie en construisant d'abord un grand toit commun qui les met à l'abri des intempéries avant de construire chacun son nid personnel sous ce toit. Parmi eux, les tisserins sont probablement les plus habiles. Ils tissent un nid circulaire ou conique avec des filaments arrachés à de grandes feuilles. L'examen attentif des nids montre qu'ils savent utiliser plus d'une douzaine de nœuds différents.

## Nids des mammifères
Certains mammifères se font aussi des nids. C'est le cas pour des rongeurs, rats, écureuils (hotte), lapins. C'est aussi le cas pour les primates (cf. Nest-building in primates (en)). Les gorilles de montagne font leurs nids à terre la plupart du temps, les gorilles des pays plats dans les arbres. Les ours bruns se font des litières en forme de nid.

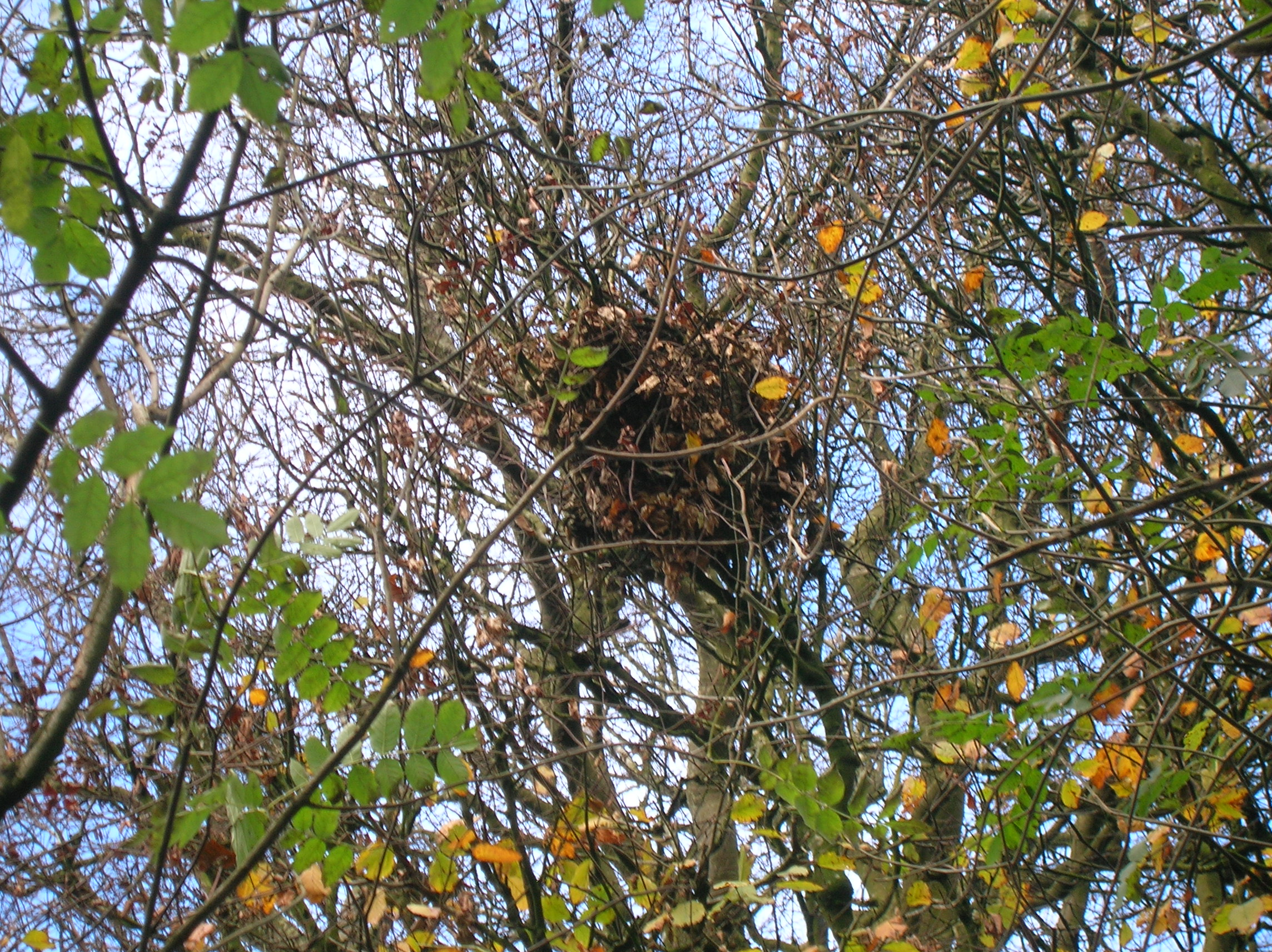
Nid d'écureuil gris.
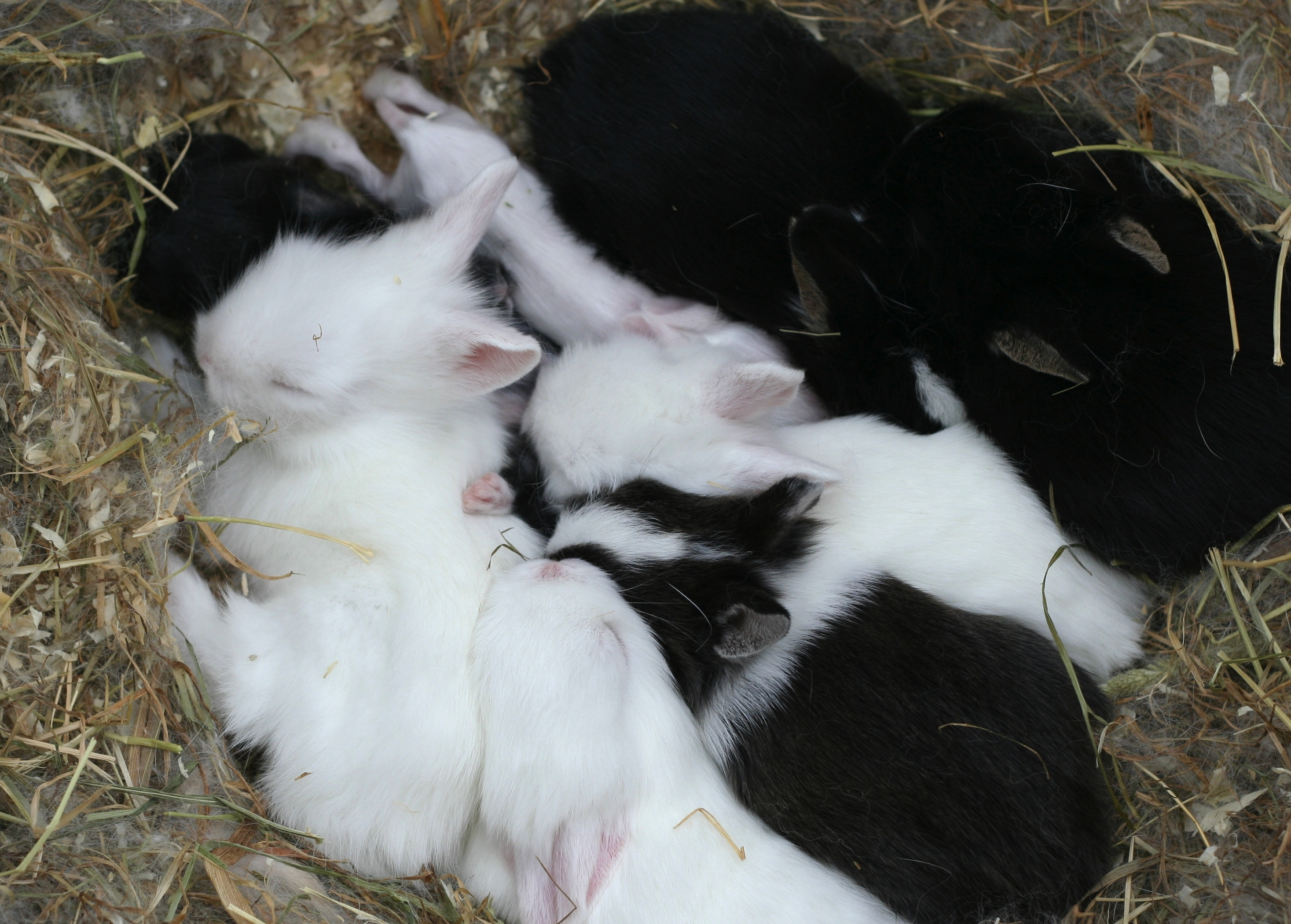
Nid de lapins.
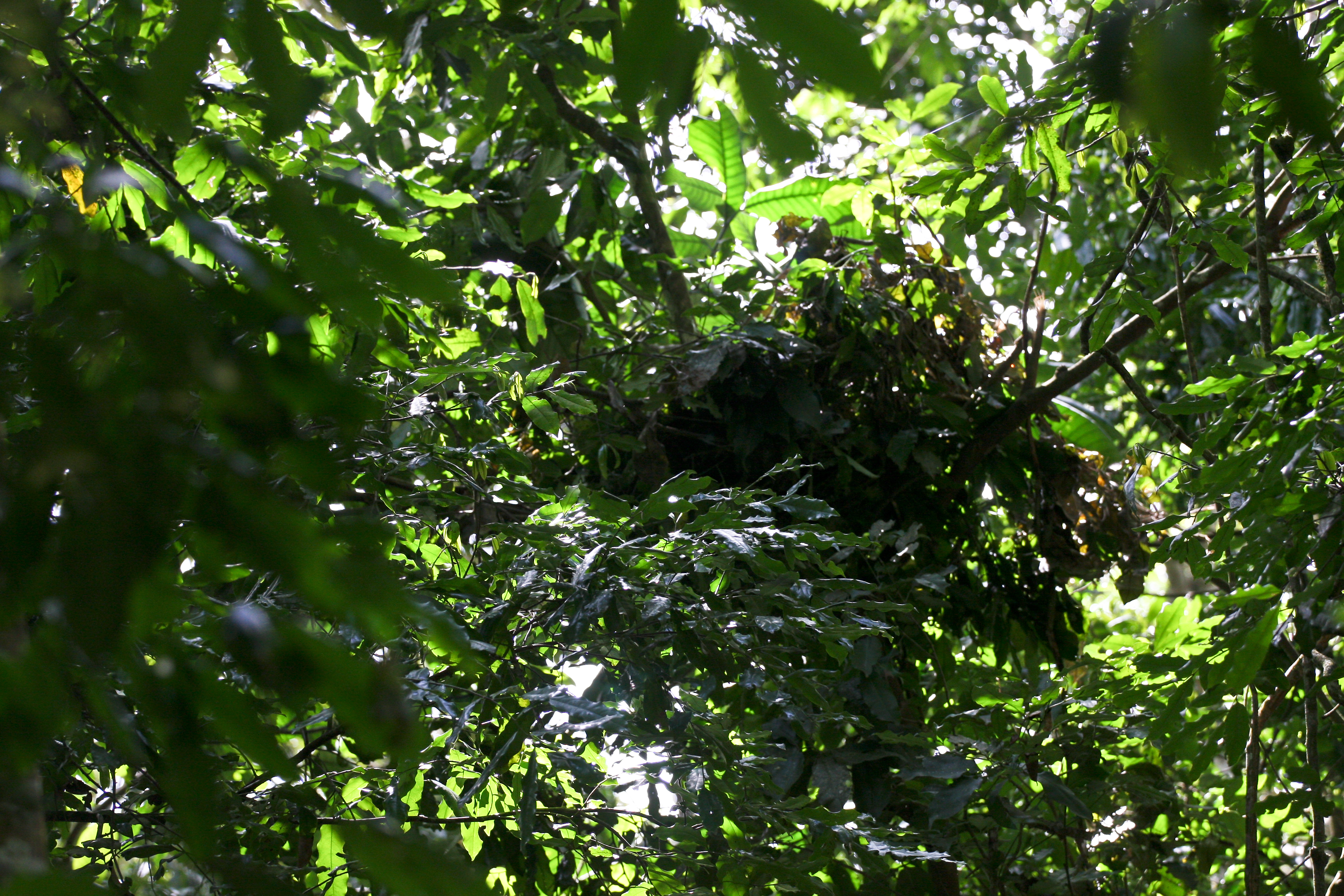
Nid de chimpanzé.
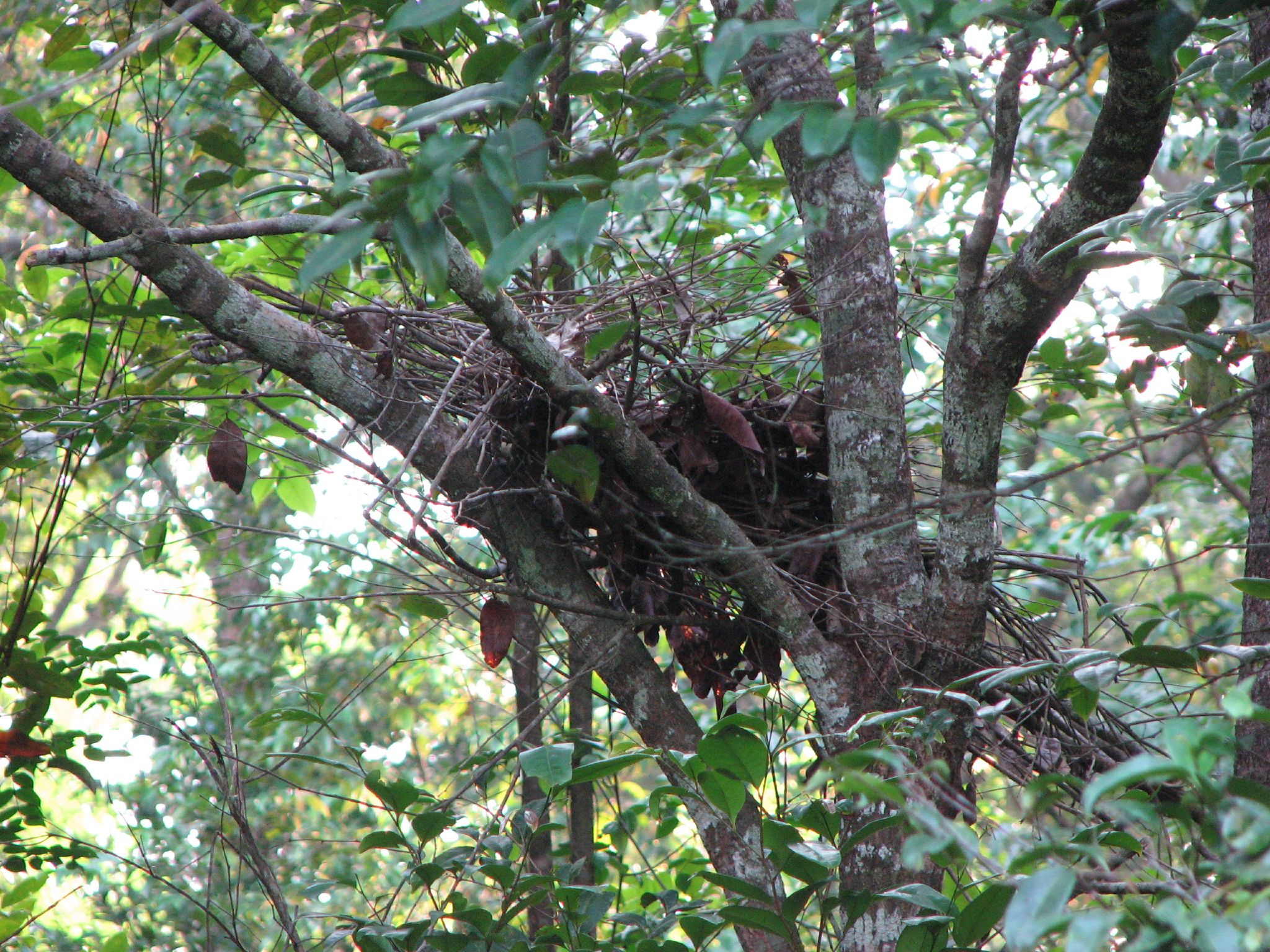
Nid de gorille.
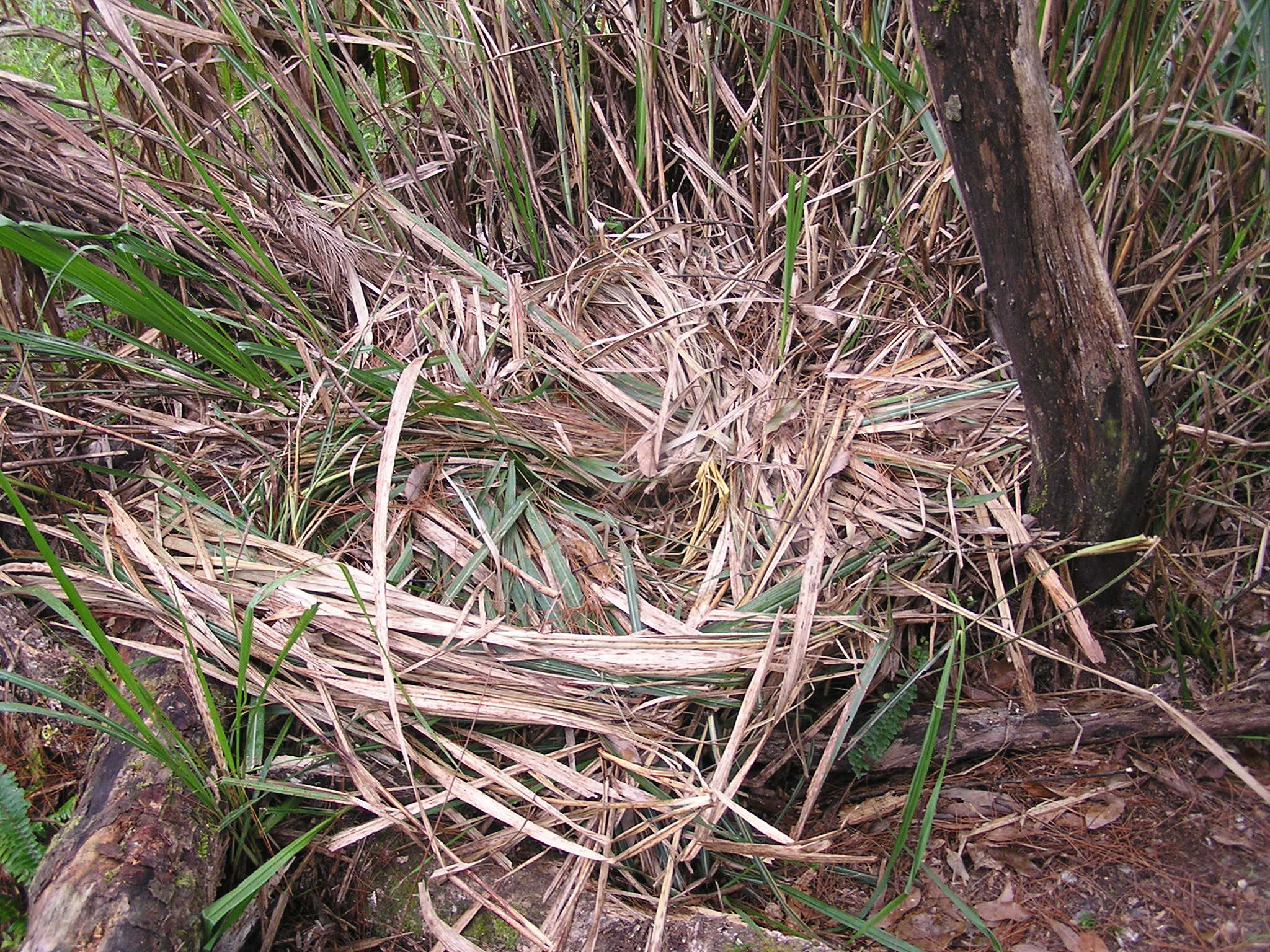
Nid d'ours brun.

## Voir aussi

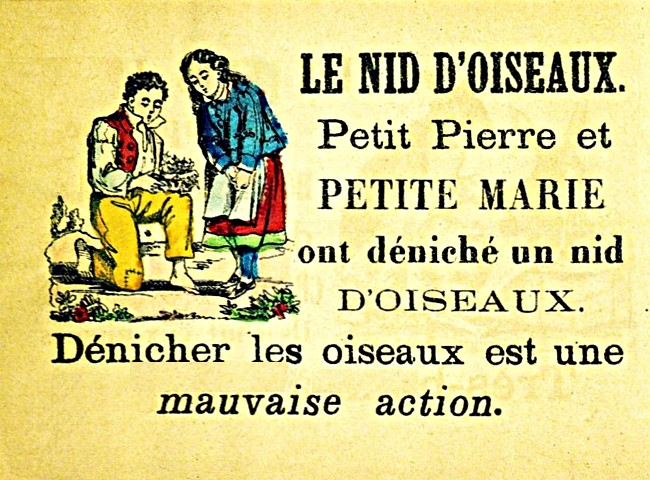
Déjà au XIXe siècle, l'« Alphabet des enfants sages » prônait aux petits Français le respect des nids.